# Herdinnan och sotaren
Herdinnan och sotaren (danska: Hyrdinden og Skorstensfejeren) är en saga av den danske författaren H.C. Andersen, utgiven 1845.

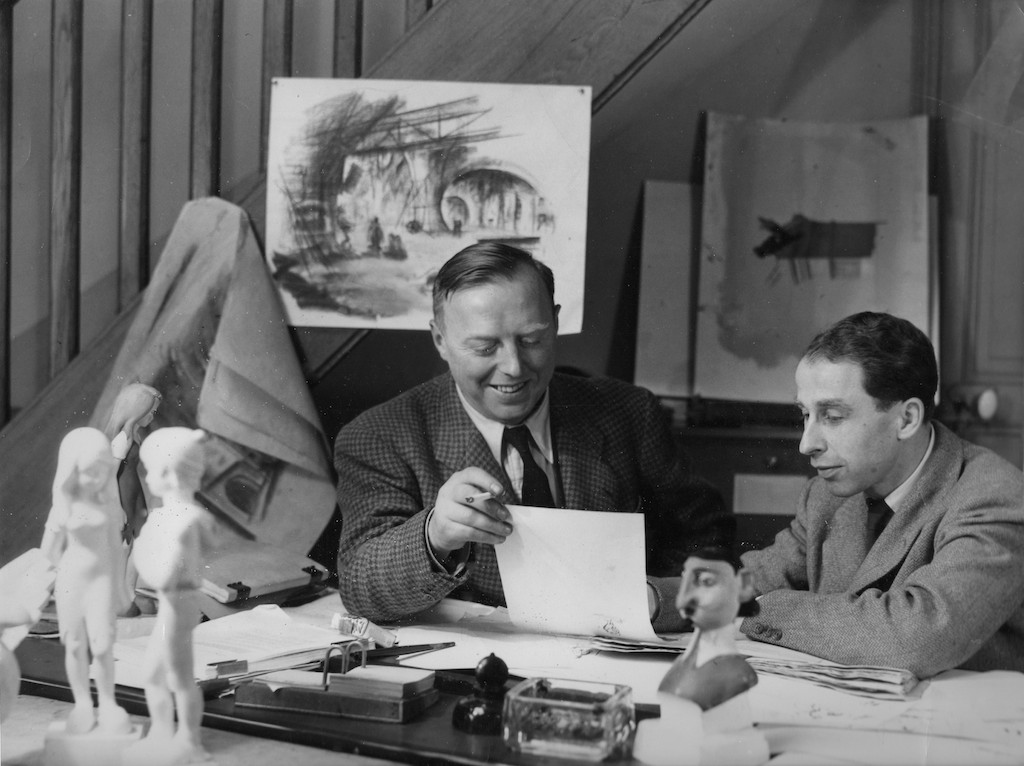
Två figuriner föreställande herdinnan och sotaren står på bordet bredvid Paul Grimault och André Sarrut (foto från 1953).

Sagan handlar om två porslinsfiguriner, en herdinna och en sotare, som står sida vid sida på ett bord. De två figurinerna är förälskade i varandra men en satyr i mahogny som står i ett skåp intill hotar deras romans då han vill ta herdinnan till sin hustru.

## Filmatiseringar (i urval)
Sagan har filmatiserats ett flertal gånger:
- Walt Disney gjorde 1934 en tecknad kortfilm baserad på sagan; Porslinsdockorna.[1]
- Den franska filmen Fågeln och tyrannen från 1980 bygger löst på sagan.[2]